# Federico Garraus
Federico Garraus Esparza, nacido el 7 de enero de 1946 en Pamplona (Navarra, España). 
Es un ex pelotari que fue seleccionado para disputar los Juegos Olímpicos de México en la modalidad de frontenis, sin que fuese esta su modalidad predilecta. En dichos juegos la pelota vasca formó parte como deporte de exhibición, en la que se disputaron diversas modalidades. Fredy Garraus formó parte junto a sus compañeros Lersundi e Irigaray, logrando finalmente la medalla de bronce tras las selecciones de México y Argentina.
También fue seleccionado para disputar los Campeonatos del Mundo de Pelota, disputados en 1970 en San Sebastián, pero en este ocasión no obtuvo medalla.